# Papegem (Henegouwen)
Papegem (Frans: Papignies) is een dorp in de Belgische provincie Henegouwen en een deelgemeente van de Waalse stad Lessen. Nadat in 1965 de gemeente Wannebecq aangehecht werd bleef Papignies nog tot 1 januari 1977 een zelfstandige gemeente.

## Bezienswaardigheden
- De Sint-Sulpitiuskerk (Église Saint-Sulpice) met een 17e-eeuws schip, een romaans koor en een toren van eind 18e eeuw.
- De Moulin de Papignies, een windmolenrestant van 1865.
- De Moulin Tordoir, een watermolen op de Dender, sinds 1920 een turbinemolen.

## Natuur en landschap
Papegem ligt aan de Dender. Een spoorlijn en de autoweg E 429 vormen de infrastructuur. De hoogte bedraagt 31 meter, afnemend tot 21 meter bij de Dender.

## Demografische ontwikkeling
- Bronnen:NIS, Opm:1831 tot en met 1970=volkstellingen, 1976= inwoneraantal op 31 december
- 1965:  Aanhechting van Wannebecq in 1965

## Nabijgelegen kernen
Lessen, Isières, Rebaix, Wannebecq